# Aleksandr Lavrinovič
Aleksandr Lavrinovič (* 22. März 1982) ist ein litauischer Biathlet.
Aleksandr Lavrinovič bestritt seine ersten internationalen Rennen im Rahmen der Junioren-Weltmeisterschaften 1999 in Pokljuka, bei denen er im Einzel wie auch im Sprint die Plätze 79 belegte. Ein Jahr später wurde er in Hochfilzen 87. des Einzels und 78. des Sprintrennens. Es folgte im Jahr darauf der Start bei den Junioren-Wettbewerben der Biathlon-Europameisterschaften 2001 in der Haute-Maurienne. Lavrinovič wurde 36. des Sprints und qualifizierte sich damit für das Verfolgungsrennen, zu dem er jedoch ebenso wie zum Einzel nicht antrat. In Ridnaun nahm er 2002 wieder an einer Junioren-WM teil, bei der er 50. im Einzel und 62. des Sprints wurde. Kurz darauf nahm er in Kontiolahti auch an den Biathlon-Europameisterschaften 2002 teil, bei denen er an den Wettbewerben der Junioren startete. Im Einzel wurde der Litauer 37., in Sprint und Verfolgung 40. Letztmals startete Lavrinovič 2003 bei Junioren-Weltmeisterschaften. Die Wettbewerbe in Kościelisko beendete er auf den Plätzen 18 im Einzel, 36 im Sprint und 27 in der Verfolgung. Daran schlossen sich die Biathlon-Europameisterschaften 2003 in Forni Avoltri an, bei denen Lavrinovič bei den Wettbewerben der Junioren 37. im Einzel, Achter der Sprint und 15. der Verfolgung wurde. Mit den Junioren-Sommerbiathlon-Weltmeisterschaften 2003 in Forni Avoltri beendete er seine Juniorenzeit und wurde im Sprint 22.
Sein Debüt bei den Herren im Leistungsbereich gab Lavrinovič bei den Biathlon-Weltmeisterschaften 2001 in Pokljuka. Der Litauer lief im Sprint auf den 87. Platz und im Sprint auf Rang 91. Zum Auftakt der Saison 2001/02 debütierte er in Hochfilzen auch im Biathlon-Weltcup. In seinem ersten Rennen, einem Sprint, wurde er 102. Bis zur Saison 2003/04 folgten regelmäßig weitere Teilnahmen an Weltcup-Rennen. Sein bestes Resultat erreichte Lavrinovič als 63. eines Sprints 2004 in Ruhpolding. In Oberhof startete er 2004 ein zweites Mal bei Biathlon-Weltmeisterschaften. Im Einzel erreichte er den 78. Platz und wurde 80. des Sprintrennens. Nach 2004 wurden internationale Einsätze selten. Im Rahmen des IBU-Sommercups 2010 belegte er in Cēsis bei den Wettbewerben im Crosslauf-Sommerbiathlon hinter Ilmārs Bricis und Peter Ridzoň den zweiten Platz im Sprint, hinter Ridzoň wurde er danach Zweiter im Verfolgungsrennen.

## Biathlon-Weltcup-Platzierungen
Die Tabelle zeigt alle Platzierungen (je nach Austragungsjahr einschließlich Olympische Spiele und Weltmeisterschaften).
- 1.–3. Platz: Anzahl der Podiumsplatzierungen
- Top 10: Anzahl der Platzierungen unter den ersten zehn (einschließlich Podium)
- Punkteränge: Anzahl der Platzierungen innerhalb der Punkteränge (einschließlich Podium und Top 10)
- Starts: Anzahl gelaufener Rennen in der jeweiligen Disziplin

| Platzierung                      | Einzel | Sprint | Verfolgung | Massenstart | Staffel | Gesamt |
| -------------------------------- | ------ | ------ | ---------- | ----------- | ------- | ------ |
| 1. Platz                         |        |        |            |             |         |        |
| 2. Platz                         |        |        |            |             |         |        |
| 3. Platz                         |        |        |            |             |         |        |
| Top 10                           |        |        |            |             |         |        |
| Punkteränge                      |        |        |            |             | 2       | 2      |
| Starts                           | 10     | 19     |            |             | 2       | 31     |
| Stand: nach der Saison 2010/2011 |        |        |            |             |         |        |